# 衛生福利部臺北醫院火災事故
25°02′34″N 121°27′34″E / 25.042896°N 121.459559°E
衛生福利部臺北醫院火災事故，簡稱臺北醫院火災、臺北醫院大火，是2018年8月13日凌晨發生的一起建築物火災事故，地點在臺灣新北市新莊區的衛生福利部臺北醫院護理之家，總計造成15人死亡、37人受傷。

## 過程
8月13日4時20分時，臺北醫院門診大樓A棟7樓北面23房內的235與236床之間起火。數分鐘後，起火房內的職守人員印尼籍看護由睡眠中醒來，看見隔間簾及235床鋪已開始燃燒，看護立即向值班室通報，並疏散該房人員。26分，7樓火警警報器作動，隨即遭關閉。7樓人員遵循標準作業程序撥打內線電話至總機，欲通知其它樓層，無接通。由於疏散之際，起火房的門未完全關閉，致部分防火區劃失去功能，濃煙向7樓走道及其他未關門房間蔓延。
36分新北市政府消防局接獲報案，41分第二救災救護大隊新莊分隊率先趕抵現場，5時15分控制火勢，27分火勢撲滅。燃燒面積約30平方米。

## 後續
多名傷者送往鄰近醫院救治，多名傷患在疏散過程中吸入一氧化碳中毒死亡。終致15人死亡，37人受傷。
2018年9月，專案小組火災鑑定報告出爐，確認為電氣因素（是否有定期檢查、更換管線之管理責任尚待釐清），排除人為縱火因素。鑑定報告直指起火處的235床潘姓病友自帶的「超長波健康器（MA-BED-L3床墊型）」因電線短路起火，燒熔的床墊疑因電線遭長期重壓、移動磨損，造成電線短路起火釀災。由於個案將床墊帶來使用已久，平時負責管理、稽核的護理之家相關主管人員之相關責任亦待檢調釐清。
臺北醫院火災傷亡案後，於2018年10月中華民國衛生福利部發布行政命令，要求各級醫療及養護機構，必須明確公告禁止攜入電器項目，並確實查核、改正。 衛福部長陳時中也被國民黨立院黨團要求下台以示負責。
2018年11月1日，臺灣新北地方檢察署將台北醫院值班代理護理長、2名護理師、2名照顧服務員共5人，以涉嫌業務過失致死罪轉列被告。 後續台北醫院院長徐鉑池和床墊贈與人洪女亦轉為被告。
2019年4月22日，新北地檢署檢察官黃彥琿、王筱寧等人，認為潘姓代理護理長、陳姓護理師知悉有自備床墊一事，卻未具體指示排除、容任繼續使用，有過失，依業務過失致死及業務過失致傷等罪嫌起訴2人；徐姓院長等5人罪嫌不足，均不起訴。但超長波床墊製造商「林園國際」及違規私用床墊的使用人潘鵬山至今仍未被起訴。 民事賠償部分，仍待法院釐清賠償責任中。此結果直接導致護理師反彈，認為台北醫院沒有善盡保護員工的責任，在火災發生後，轉嫁管理責任之疏失給基層單位的護理人員，不啻於醫界「余文案」的翻版，群情激憤，一度引發離職潮。
2020年6月18日，臺灣新北地方法院審理認為，火警非2被告可預見、預防，業務過失致死部分判決無罪，過失傷害部分不受理。